# 진링셰허신학원

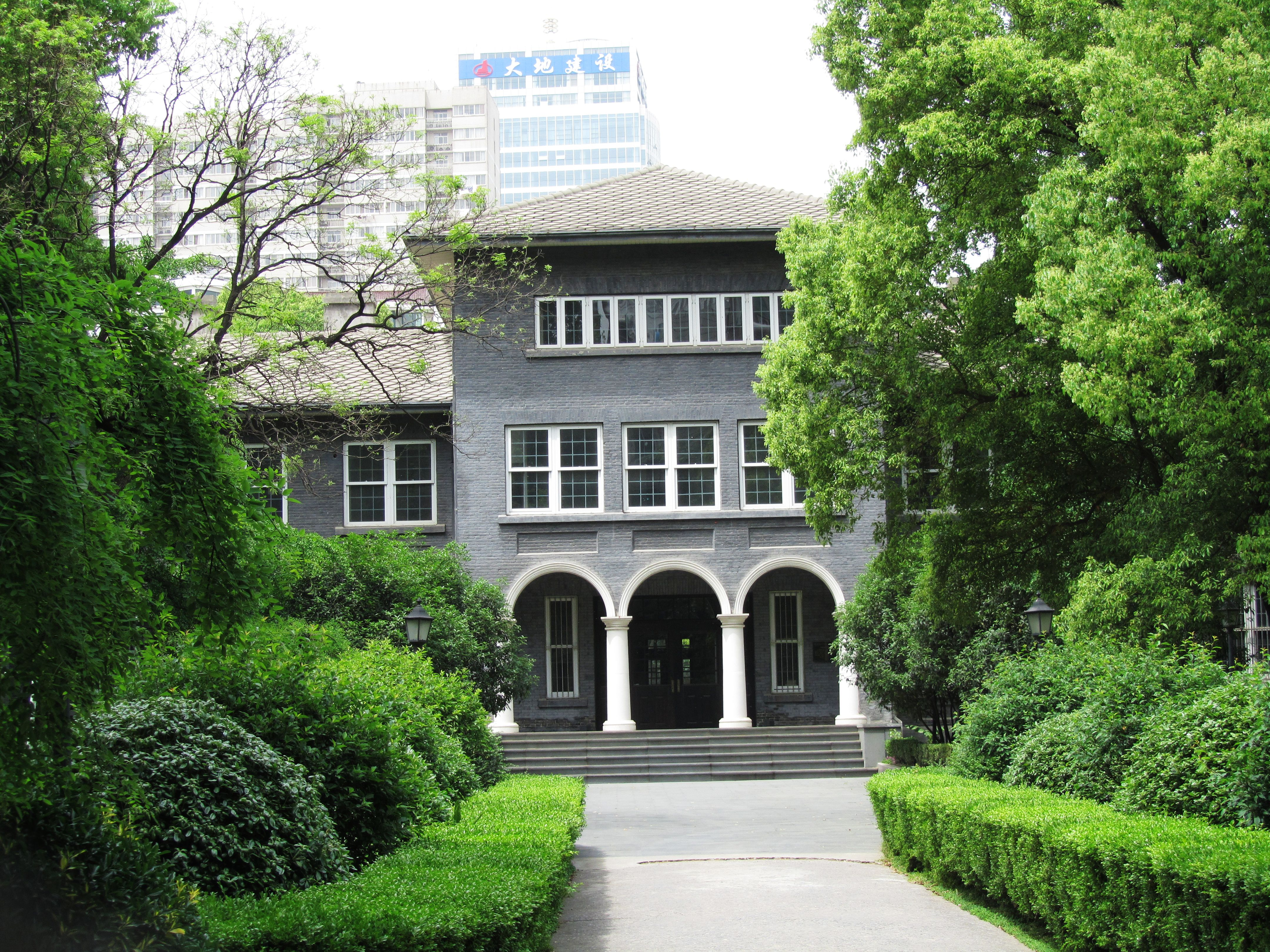
진링셰허신학원

진링셰허신학원(중국어: 金陵协和神学院, 병음: Jīnlíng xiéhé shénxuéyuàn, Nanjing Union Theological Seminary)은 오늘날 중국 개신교의 대표적인 신학교이다. 중국기독교협회가 관리한다.
중화인민공화국이 건국되기 전, 이 기관은 1911년에 설립된 난징신학교로 시작되었다. 1952년 11월에는 중국 동부의 10개 신학교가 합류하여 진링셰허신학원을 설립했다. 1961년에는 베이징의 옌징연합신학교도 합류하여 총 12개의 신학교를 만들어 새로운 신학교를 형성하게 된다.